# Joachim Brünner
Joachim Brünner (12 de Abril de 1919 - 16 de Setembro de 1944) foi um comandante de U-Boot que serviu na Kriegsmarine durante a Segunda Guerra Mundial.